# Ивановка (Легостаевский сельсовет)
Ивановка — упразднённый посёлок в Искитимском районе Новосибирской области. На момент упразднения входил в состав Легостаевского сельсовета. Исключен из учётных данных в 1968 году.

## География
Посёлок располагался на левом берегу реки Китерня, в 6 км (по прямой) к северо-западу от деревни Новососедово.

## История
Посёлок был основан в 1910 году. В 1928 году посёлок Ивановский состоял из 42 хозяйств. В административном отношении входил в состав Бухаринского сельсовета Легостаевского района Новосибирского округа Сибирского края.
Упразднён в 1968 году.

## Население
По переписи 1926 г. на посёлке проживало 193 человека (105 мужчин и 88 женщин), основное население — украинцы